# Comité interministériel pour le développement durable
 (13 décembre 2017).
Le Comité interministériel pour le développement durable (CIDD) français est une réunion des ministres chargée de définir, d'animer, de coordonner et de veiller à la mise en œuvre de la politique conduite par le gouvernement français en matière de développement durable.
Le CIDD a été créé par le décret n° 2003-145 du 21 février 2003. Il est présidé par le Premier ministre ou par le ministre chargé du développement durable. Il comprend l'ensemble des membres du gouvernement. Un représentant du président de la République prend part à ses travaux.
Le comité se substitue à trois instances précédentes : le comité interministériel de l’environnement, la commission interministérielle de lutte contre l’effet de serre et le comité interministériel de prévention des risques naturels majeurs.
Le 3 juin 2003, lors de la première réunion du Comité interministériel pour le développement durable, la Stratégie nationale de développement durable (SNDD) est adoptée, en application des orientations du Conseil européen de Göteborg des 15 et 16 juin 2001.

## Entités connexes
- Conseil de défense écologique
- Haut conseil pour le Climat
- Conseil national de la transition écologique
- Conseil national de développement durable
- Conseil national de la protection de la nature
- Comité national de la biodiversité